# Каневче, Глигор
Глигор Каневче (3 января 1946, Охрид, Югославия — 17 августа 2024, Северная Македония) — македонский учёный в области энергетики и теплотехники. Академик Македонской академии наук и искусств (МАНУ).

## Биография
Родился и окончил гимназию в Охриде. Окончил машиностроительный факультет Белградского университета в 1969. Докторскую степень получил в Нови-Садском университете в 1982.
Трудовой путь начал на Заводе точной механики (Industrija precizne mehanike) в Белграде. С 1970 до 1983 года — ведущий научный сотрудник в Институте ядерных наук имени Бориса Кидрича «Винча», одновременно, с 1975 по 1980, преподавал в должности ассистента машиностроительного факультета Белградского университета. С 1983 до выхода на пенсию в 2011 — преподаватель технического факультета Битольского университета. Профессорское звание получил в 1989 году. С 1991 года — заведующий теплотехнической лабораторией; в 1993—2002 годах заведущий кафедрой теплотехники и гидротехники. В 1995—1997 декан технического факультета. В 2000—2003 президент сената Битольского университета.
Член Македонской академии наук и искусств с 10 мая 2000 года. С 2007 по 2013 год возглавлял Македонский национальный комитет Мирового энергетического совета. С 2012 года — руководитель Исследовательского центра энергетики и устойчивого развития МАНУ.
В 2013 году избран первым почётным профессором Битольского университета.
Похоронен на городском кладбище в Охриде.

## Научная деятельность
Научная деятельность Г. Каневче носит междисциплинарный характер и отмечена значительным вкладом в теорию сушки и разработку сушильных систем, методы измерения, исследование кипящих слоев и технологию термической обработки, исследование абляционных процессов, экологическое моделирование. Среди научных проблем, интересовавших Г. Каневче, измерение пульсаций скорости и температуры в турбулентных потоках с использованием статистической обработки сигналов; исследование термодинамических и электрических характеристик тепловых агрегатов, сушилок и других теплотехнических устройств и разработка соответствующих методов и средств измерений; теоретическое и экспериментальное исследование процессов переноса тепла и вещества в коллоидных капиллярно-пористых телах; разработка печей термической обработки с кипящим слоем; разработка систем утилизации бурого угля и сушилок для него; разработка математических моделей для расчета поля температур и скоростей охлаждающей воды в конденсаторах электростанций; изучение процессов тепломассообмена в газовых потоках с высокими температурами и скоростями, приводящими к абляции стенки; разработка физико-математической модели скрубберных установок и  моделирование распространения загрязняющих веществ из дымовых труб тепловых электростанций.
Результаты научных работ и экспериментов нашли широкое применение в науке и промышленности.
Каневче опубликовал более 200 работ в области теплотехники, термоэнергетики, технологической и измерительной техники, возобновляемых источников энергии.